# Srňacie
Srňacie je městská část města Dolný Kubín na Slovensku. Nachází se v údolí potoka Medzihradník, přibližně sedm kilometrů východně od centra města. Vesnice je známá zachovanou lidovou architekturou, v roce 2012 zde bylo trvale obydlených sedm domů.

## Historie
První písemná zmínka o vsi pochází u roku 1548. Roku 1900 tu žilo 72 obyvatel. Srňacie bylo samostatnou obcí do roku 1949, kdy se stalo součástí Dolného Kubína.